# Bowling aux Jeux panaméricains de 2019
Navigation
2015
Les compétitions de bowling aux Jeux panaméricains de 2019 ont lieu du 25 au 30 juillet 2019 à Lima, au Pérou. 

## Médaillés
| Simple hommes | Nicholas Pate (USA)                         | Marcelo Suartz (BRA)                     | Jakob Butturff (USA)                               |  |  |  |
| Simple hommes | Nicholas Pate (USA)                         | Marcelo Suartz (BRA)                     | Jean Pérez (PUR)                                   |  |  |  |
| Double hommes | États-Unis Jakob Butturff Nicholas Pate     | Colombie Manuel Otalora Alfredo Quintana | Mexique José Llergo Arturo Quintero                |  |  |  |
|               |                                             |                                          |                                                    |  |  |  |
| Simple femmes | Clara Guerrero (COL)                        | Miriam Zetter (MEX)                      | Iliana Lomelí (MEX)                                |  |  |  |
| Simple femmes | Clara Guerrero (COL)                        | Miriam Zetter (MEX)                      | María Rodríguez (COL)                              |  |  |  |
| Double femmes | États-Unis Stefanie Johnson Shannon O'Keefe | Mexique Miriam Zetter Iliana Lomelí      | République dominicaine Astrid Valiente Aumi Guerra |  |  |  |

Le 25 septembre 2019, le double portoricain composé de Jean Francisco Pérez Faure et  Cristian Azcona se voit confirmer le retrait sa médaille d'or remportée en vitesse par équipes pour dopage de Jean Francisco Pérez Faure.

## Tableau des médailles
| Rang  | Nation                 | Or | Argent | Bronze | Total |
| ----- | ---------------------- | -- | ------ | ------ | ----- |
| 1     | États-Unis             | 3  | 0      | 1      | 4     |
| 2     | Colombie               | 1  | 1      | 3      | 5     |
| 3     | Mexique                | 0  | 2      | 2      | 4     |
| 4     | Brésil                 | 0  | 1      | 0      | 1     |
| 5     | République dominicaine | 0  | 0      | 1      | 1     |
| 5     | Porto Rico             | 0  | 0      | 1      | 1     |
| Total | Total                  | 4  | 4      | 6      | 14    |